# Lijst van afleveringen van Sweet Valley High
Dit is een lijst van afleveringen van het televisieprogramma Sweet Valley High. Sweet Valley High is een televisieprogramma dat uit vier seizoenen bestaat. Na dat vierde seizoen was de serie afgelopen. Hieronder staan de afleveringen in chronologische volgorde

## Seizoen 1
- 1: Dangerous Love
- 2: Oracle on Air
- 3: Skin and Bones
- 4: Critical Mess
- 5: What, Me Study?
- 6: Almost Married
- 8: The Prince of Santa Dora
- 9: Coma
- 10: Uh-Oh-Seven
- 11: Secrets
- 12: Photographic Evidence
- 13: Club X
- 14: Poetic Injustice
- 15: Stolen Diary
- 16: Love on the Line
- 17: Working Girl
- 18: Dancin' Fools
- 19: Kidnapped, Part 1
- 20: Kidnapped, Part 2
- 21: Kidnapped, Part 3
- 22: Say Goodbye

## Seizoen 2
- 23: Summer Lovin'
- 24: Model Behavior
- 25: Promotional Rescue
- 26: Dark Side of the Moon Beach
- 27: IQ Commeth
- 28: False Possessions
- 30: Blunder Alley
- 31: A Fair to Remember
- 32: Like Water For Hot Dogs
- 33: Reading, Writing, Rescue
- 34: The Quick and the Blonde
- 35: Mixed Doubles
- 36: You Call This a Wonderful Life?
- 37: The War of the Pom-Poms
- 38: Totally Cueless
- 39: A Look Back in Anecdotes
- 40: Identical Opposites
- 41: One Big Mesa
- 42: Sam Enchanted Evening
- 43: Sam Kind of Wonderful
- 44: Win Sam, Lose Sam

## Seizoen 3
- 45: Much Ado About Nachos
- 46: Shred Reckoning
- 47: Imperfectly Fit
- 48: The Man of My Screams
- 49: Are You a Man or a Mouse?
- 50: The Mondo Chill
- 51: Surfing the Nets
- 52: Mall Brats
- 53: Swish Upon a Star
- 54: The Tooth Hurts
- 55: Rock Around the Block
- 56: Lofty Ambitions
- 57: Shakes, Fries & Videotape
- 58: A Star is Torn
- 59: Ready, Set, Snow!
- 60: Don't Strand So Close To Me
- 61: All Along the Water Tower
- 62: My Fair Shred
- 63: Sweet Valley Fever
- 64: Crimes and Cappuccinos
- 65: Search For Liz
- 66: Might as Well Jump

## Seizoen 4
- 67: Romance Wasn't Built in a Day
- 68: Loose Lips Sink Yachts
- 69: Drag King
- 70: The Right to Bare Midrifs
- 71: Lights, Camera, Factions
- 72: A Kiss is Just a Kiss
- 73: The Kiss Heard Around the School
- 74: Lucky Streaks
- 75: West Coast Story
- 76: West Coast Story, Part Deux
- 77: Rumble in the Valley
- 78: Devon Breaklaw
- 79: Skiing is Believing
- 80: Single in Sweet Valley
- 81: Sailing Solution
- 82: Down By Whitelaw
- 83: Down By Whitelaw, Part Dos
- 84: Swing Time
- 85: Down Horoscope
- 86: A Simple Twist of Mates
- 87: Ticket to Lie
- 88: Animal Rights and Wrongs